# Ch
CH eller ch er en bogstavkombination som forekommer i flere sprog.

## CH som eget bogstav
- På chamorro er ch alfabetets femte bogstav mellem b og d, og repræsenterer lyden [ts].
- På tjekkisk og slovakisk er ch det fjortende bogstav, mellem h og i og repræsenterer lyden [x].
- På quechua er ch alfabetets andet bogstav, mellem a og h og repræsenterer lyden [tʃ].
- På walisisk er ch det fjerde bogstav, mellem c og d, og repræsenterer lyden [x].
- På bretonsk er ch det tredje bogstav, mellem c og c'h og repræsenterer lyden [ʃ].

## CH som to bogstaver
Ch bruges som en bogstavkombination på flere sprog, hvor den repræsenterer et enkelt fonem. Romerne brugte bogstavkombinationen for det græske χ, men denne lyd udviklede sig senere til [k]. På engelsk repræsenterer ch som regel lyden [tʃ], mens den på fransk og portugisisk repræsenterer lyden [ʃ]. På vietnamesisk repræsenterer ch [c]. På xhosa og zulu repræsenterer ch et aspireret klik, som med lydskrift skrives [k|h]. På tysk kan ch repræsentere to lyd, [x] og [ç], afhængig af den forestående vokal.
Frem til 1994 var ch sit eget bogstav på spansk, men man besluttede at det var bedst at anse det som en bogstavkombination, for at være mere i tråd med andre versioner af det latinske alfabet. På spansk repræsenterer ch lyden [tʃ].

## Unicode
I Unicode kodes ch som c og h separat: U+0043 U+0048 (CH), U+0043 U+0068 (Ch) og U+0063 U+0068 (ch).

## Forkortelse
CH og .ch er henholdsvis nationale kendingsbogstaver og nationalt topdomæne for Schweiz.